# Крайсгауптманшафт Чортків
Крайсгауптманшафт Чорткау, Чортківське окружне староство, Чортківська округа (нім. Kreishauptmannschaft Czortków) — адміністративно-територіальна одиниця дистрикту Галичина Генеральної губернії, центром якої був Чортків. Існувала під час нацистської окупації України.

## Історія
1 серпня 1941 року Борщівський, Заліщицький, Копичинецький і Чортківський повіти увійшли до складу дистрикту Галичина (а також і Бучацький повіт). Ймовірно, 11 серпня 1941 року з цих чотирьох повітів утворилося Чортківське окружне староство, яке набуло остаточного оформлення 15 вересня 1941 після реорганізації окружних староств дистрикту. Округа ділилася на повіти (нім. Bezirke), ті у свою чергу — на волості (ґміни), а останні — на сільські громади. Чортківською округою керував окружний староста — крайсгауптман. Із 15 вересня 1941 до квітня 1942 тимчасово виконував обов'язки крайсгауптмана Ґергард Літшваґер, а з 20 квітня 1942 до лютого 1944 цю посаду обіймав штадтгауптман (міський староста) зі Львова адвокат д-р Ганс Куят. Все управління на рівні округи перебувало виключно в руках німців. Українці мали право лише на посади не вищі від війта або бургомістра .
У Чорткові у 1941—1942 роках виходив орган окружного управління Чортківської округи і міської управи під назвою «Тризуб». Редактором був м-р Будник.
1 квітня 1943 у волості Дзвинячка було утворено два нові села: Вигода-Боришковецька із села Боришківці (частина села Вигода) і Зелена-Вільховецька зі села Вільховець (частина села Зелена).
1 липня 1943 було створено Чортківський міський комісаріат і Борщівський, Бучацький, Заліщицький та Копичинецький повітові комісаріати.
Міським комісаром Чорткова з 1 грудня 1942 року був головний міський інспектор Юліус Гаасе, повітовим комісаром Бучача з 1 березня 1943 був старший адміністративний секретар Вальтер Гоффер, а повітовим комісаром Заліщиків із 1 квітня 1943 був головний поштовий інспектор Карл Бандіон. 
Станом на 1 січня 1944 Чортківська округа поділялася на 39 адміністративно-територіальних одиниць: шість міст (Борщів, Бучач, Заліщики, Копичинці, Монастириська, Чортків) і 33 волості (нім. Landgemeinde): Бариш, Білобожниця, Більче-Золоте, Бучач, Васильківці, Дзвинячка, Джурин, Гусятин, Заліщики, Золотий Потік, Іванків, Касперівці, Колиндяни, Копичинці, Королівка, Коропець, Кошилівці, Верхнє Кривче, Мельниця, Монастириська, Озеряни, Пробіжна, Сидорів, Скала-Подільська, Старі Петликівці, Товсте, Торське, Трибухівці, Улашківці, Устя-Зелене, Хоростків, Ягільниця, Язлівець.
23 березня 1944 року адміністративний центр округи захопили радянські війська.